# Huracán Bárbara (2013)
El huracán Barbara fue la segunda tormenta de la temporada de huracanes del Pacífico de 2013. Barbara es el segundo ciclón tropical, la segunda tormenta tropical con nombre y el primer huracán de la temporada del 2013.  Un centro de baja presión se había formado al sur de las costas de El Salvador el 25 de mayo, a medida que se desplazaba en dirección oeste adquiría organización en nubes. Ubicándose al sur del Golfo de Tehuantepec el 26 de mayo, el sistema disminuyó su velocidad hasta estar casi estacionario. Barbara se desarrolló a partir de un área de baja presión que se encontraba en el sureste de México, el 28 de mayo a las 21:00 UTC, el Centro Nacional de Huracanes emitió su primer boletín acerca de la Depresión Tropical Dos-E, ubicado a 265 kilómetros al sursudoeste de la ciudad de Salina Cruz, México. La depresión tropical e dirigió lentamente de norte a noreste y se fortaleció como tormenta tropical temprano al día siguiente. A partir de entonces, la tormenta se intensificó considerablemente. A las 0:00 UTC del 29 de mayo la NHC afirmó que la depresión se había convertido en la Tormenta tropical Barbara, ubicado de forma estacionaria a 230 kilómetros de Salina Cruz. Luego la tormenta empezó a desplazar en dirección norte-noreste, fortaleciendo aún más la velocidad de sus vientos. 
A las 09:00 UTC del 29 de mayo, el gobierno mexicano emitió una advertencia de huracán para las municipalidades aledañas al Golfo de Tehuantepec, y amplió la advertencia de tormenta tropical hasta Puerto Angel. Horas más tarde a las 18:00 UTC, la NHC confirmó que Barbara alcanzó la fuerza de huracán de categoría uno, con vientos máximos sostenidos de 120 km/h y una presión mínima de 990 hPa, ubicándose a 105 kilómetros al este-sureste de Salina Cruz.

## Historia meteorológica
El 24 de mayo, un área de perturbación se monitoreo por primera vez por el Centro Nacional de Huracanes (NHC) alrededor de 240 km al suroeste de la costa de Costa Rica. En ese momento, este sistema se asoció con una vaguada del monzón incrustado dentro de la zona de convergencia intertropical (ZCIT). A pesar de ser desorganizado, el desarrollo gradual de este sistema fue anticipada por el Centro Nacional de Huracanes (NHC, por sus siglas en inglés). Al día siguiente, las distintas áreas de baja presión desarrolladas dentro de la vaguada monzónica. Actividad convectiva desarrollado en torno a la recién formada bajo y NHC indicó la posibilidad medio de la formación de ciclón tropical en las siguientes 48 horas. Esta fue sustituida por una alta probabilidad de la formación durante la mañana del 27 de mayo, ya que las imágenes de satélite indican algunas mejoras de su estructura a medida que avanzaba hacia el noreste. A principios de mayo 28, el giro ciclónico llegó a ser mejor definido, pero había una falta de convección alrededor del centro de baja presión. Más tarde ese mismo día, el bajo adquirió estructura lo suficientemente organizado para ser reconocido como un ciclón tropical e iniciaron los boletines del Centro Nacional de Huracanes (NHC) por la depresión tropical Dos-E a 2100 UTC, 28 de mayo, mientras que se encontraba a 265 km al sursudoeste de Salina Cruz, México.
Como una depresión tropical, se desarrolló un centro bien definido de circulación cubierto con convección profunda concentración. Sobre la base de la mejora de la apariencia de las imágenes de satélite, y se estima que dos-E se intensificó a tormenta tropical nombrándola Barbara a las 0000 UTC del 29 de mayo. Como Barbara se encontraba sobre la superficie cálida del mar por encima 30 °C, se produjo la intensificación. Barbara comenzó a exhibir una característica forma de ojo. A partir de entonces, la tormenta se fortaleció considerablemente, llegando a la categoría de huracán a las 1800 UTC del 29 de mayo.

## Preparativos
Inmediatamente después de convertirse en un ciclón tropical, el 28 de mayo, una advertencia de tormenta tropical fue emitida por el Servicio Meteorológico Nacional a lo largo de la costa del sur de México que abarca desde Lagunas de Chacahua a Boca de Pijijiapan. Cuando la tormenta amenazaba con convertirse en un huracán, una advertencia de huracán fue declarada para esta región a las 10:25 AM UTC del 29 de mayo. En Campeche, se emitió una alerta azul (mínimo). Más al sur, en Guatemala se emitió una alerta de "preventiva", citando que Barbara era similar a la del huracán Mitch y la tormenta tropical Agatha (tanto que devastó la nación) y por lo tanto tenía el potencial de producir inundaciones repentinas. Una alerta amarilla (riesgo moderado) fue declarado por el centro y el sur de Oaxaca y Chiapas. Para la parte del sureste y el este de Oaxaca y el suroeste, centro -oeste de Chiapas , se emitió una alerta roja (alto).
Muchos refugios fueron abiertos adyacentes a los ríos. En Chiapas, 122 refugios abiertos, con una gran capacidad de 300 000 personas, aunque solo 147 personas utilizaron estos refugios. En estos refugios, los funcionarios establecieron 57 centros de salud. En total, se aconseja a los residentes de las costas y los intereses marítimos de tomar extrema precaución en los estados de Chiapas, Oaxaca y Guerrero. Además, las clases fueron suspendidas en Oaxaca. Mientras tanto, los dos barcos grandes y pequeños barcos estaban anclados en Playa Manzanillo, para evitar los fuertes vientos y mar gruesa. Además, los deportes de agua se suspendieron en Acapulco.

## Impacto
El 30 de mayo de 2013 a las 2:00 p. m. el Centro Nacional de Huracanes emitió un boletín anunciando que todo había vuelto a al calma.

### Centroamérica
La perturbación precursora de la tormenta tropical Barbara trajo moderada lluvia para El Salvador. Muchas casas fueron dañadas, inundaciones en carreteras, y varios árboles fueron derribados. Una mujer de 44 años murió cuando un árbol cayó sobre ella. Los fuertes vientos y olas altas dañando cuatro viviendas en el Barrio Playa, en el municipio de Acajutla. Como resultado, los refugios tenían que ser acomodados para siete personas. Esta misma perturbación trajo algunos deslizamientos de Guatemala y, en consecuencia, 30 personas se trasladaron a refugios.

### Suroeste de México
Comenzaron temprano el 29 de mayo, las bandas de lluvia externas de la tormenta tropical Barbara, trajo lluvias torrenciales a varios estados y cortes de energía a Oaxaca, Chiapas, Guerrero, Veracruz. En Acapulco, las lluvias torrenciales causaron graves inundaciones en estaciones y dañó algunas carreteras. En total, se informó de daños considerables. Al menos tres personas resultaron muertas en la costa de Oaxaca, debido a la fuertes marejadas y lluvias torrenciales.